# Polymera (Polymera) regina
Polymera (Polymera) regina is een tweevleugelige uit de familie steltmuggen (Limoniidae). De soort komt voor in het Neotropisch gebied.